# Charles Bernhoeft
Charles Bernhoeft (Ciutat de Luxemburg, 22 de juliol de 1859 - Beggen, 7 de febrer de 1993) fou un fotogràf luxemburguès. A on va ser fotògraf de la cort del Gran Ducat de Luxemburg, així com va realitzar nombroses fotografies de paisatges que va convertir en targetes postals.

## Biografia

### Familiar
Nascut a Ciutat de Luxemburg el 22 de juliol de 1859, Bernhoeft era fill de l'oficial de l'exèrcit Carl Johann Adolph Bernhoeft i Marguerite Specht, filla d'un comerciant. Ell era l'únic fill baró entre sis germanes. El 1889, després d'estudiar fotografia i litografia, Bernhoeft es va casar amb Marie-Louise Bernardy, filla d'un mestre d'escola amb la que va tenir dos fills.

### Treball

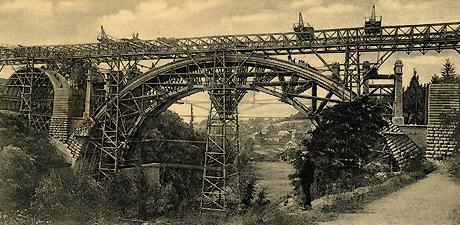
Charles Bernhoeft: Construcció del Pont Adolphe, Luxemburg (1901).

A part del seu treball fotogràfic, pocs detalls es coneixen sobre la vida de Bernhoeft. Tanmateix, es conserven alguns dels seus àlbums de fotografies de luxe, revistes il·lustrades i sobretot diverses sèries de postals, una de les quals conté 1.600 imatges diferents. Un anunci de l'època indica que unes 20 persones van ser emprats per la seva empresa, Editions photographiques Bernhoeft.
El 1895, juntament amb el periodista Jean-Nicolas Moes, Bernhoeft va llançar la primera revista setmanal il·lustrada de Luxemburg, Das Luxemburger Land in Wort und Bild, que, tanmateix, només va poder publicar nou temes.

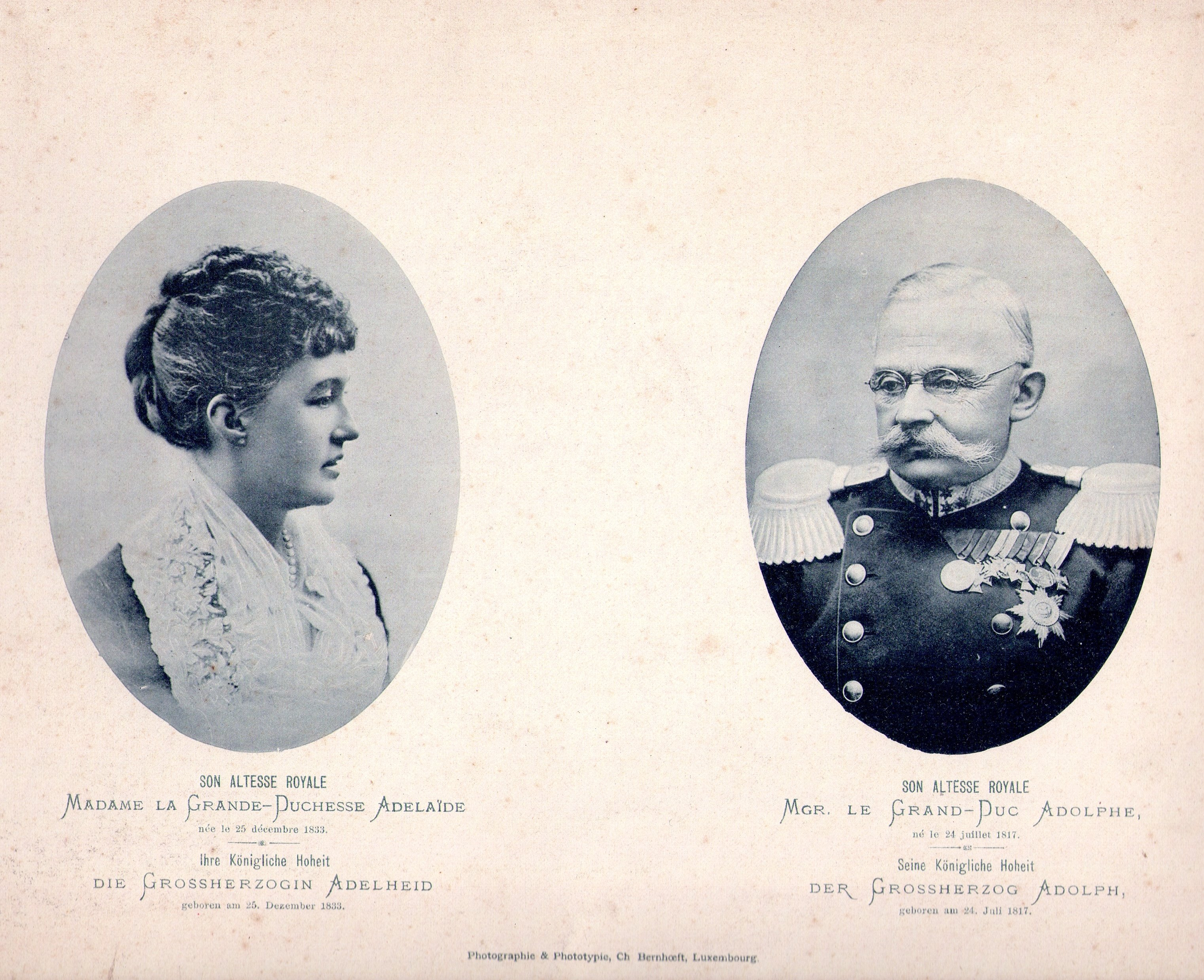
La Gran Duquesa Adelaida i el Gran Duc Adolf de Luxemburg (1833)

Gran part del seu èxit comercial es va deure amb el seu nomenament com a fotògraf de la cort el 1891. El seu primer estudi a Luxemburg era a la rue du Génie, núm. 1 -ara avinguda de Monterrey-, però el 1900 es va trobar en una posició per poder construir impressionants noves instal·lacions de tres plantes para el que va nomenar «Atelier Bernhoeft» a la cantonada de la rue de l'Arsenal i del bulevard Royal. Per als seus retrats, va utilitzar les àmpliament disponibles formats de targeta de visita i targeta de gabinet.
Els àlbums com Cöln und der Rhein (1895–1896), Bilder aus der Pfalz (1895), Nederland in Beeld (1896) i Eifel-Album (1896) mostren que no va viatjar gaire més enllà de les fronteres de Luxemburg, encara que ho va fer reproduir imatges exòtiques d'exposicions com l'Exposició Internacional d'Anvers el 1894.
Molt del treball que va fer Bernhoeft va ser per fomentar el turisme, que estava començant a desenvolupar en el moment. Ell no només va publicar àlbums fotogràfics que documenten a Luxemburg i el seu entorn sinó que també il·lustra els mapes de la ciutat i la vall del Mosel·la. Les seves targetes postals també van ser populars entre els turistes.

## Invenció del flaix

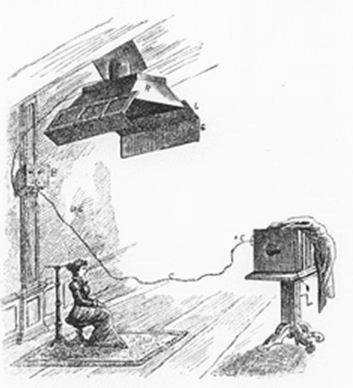
Bernhoeft Blitzlichtapparat Sanssouci

Bernhoeft també va tenir èxit com a inventor, va desenvolupar sistemes que proporcionaven la il·luminació artificial indirecta per facilitar la fotografia de retrat. Va adaptar l'enfocament de magnesi a la fotografia amb flaix, que va resultar particularment reeixit per fotografiar als nens, incapaços d'estar-se quiets per molt de temps. Va patentar el dispositiu com Bernhoeft Blitzlichtapparat Sanssouci i va tenir èxit amb la venda d'unes 300 unitats.